# Courcemain
Courcemain é uma comuna francesa na região administrativa do Grande Leste, no departamento de Marne. Estende-se por uma área de 9.96 km², e possui 99 habitantes, segundo o censo de 2018, com uma densidade de 9.9 hab/km².